# Alberto Gilardino
Alberto Gilardino (født 5. juli 1982 i Biella, Piemonte) er en italiensk tidligere fodboldspiller, der sluttede sin karriere i Spezia.
Gilardino startede karrieren i Piacenza Calcio og spillede sin første Serie A-kamp mod AC Milan. Han blev derefter solgt til Hellas Verona, som han spillede to sæsoner for. Karrieren gik for alvor op fart i 2002, efter at han gik til Parma. Han scorede fem mål den første sæsonen, og sæsonen derefter (2003/04) kom han på andenpladsen på topscorerlisten i Serie A med 23 mål. I juli 2005 blev han solgt til AC Milan.
Gilardino fandt aldrig sin plads i Milan og blev i efteråret 2008 solgt til Fiorentina, hvor han scorede to mål i denne klubs første Champions League-kamp nogensinde. Det var på udebane mod Lyon i en kamp, der endte 2-2.
Gilardino spillede for Italien under OL 2004 i Athen, hvor holdet fik bronzemedalje. Han var med i truppen til VM 2006 og scorede i gruppekampen mod USA. Han opnåede i alt 57 landskampe i perioden 2004 til 2013 og scorede 19 mål.